# ر بمل مینور
ر بمل مینور (انگلیسی: D-flat minor) با مخفف (D♭m) یک گام مینور بر پایهٔ نت ر بمل است.

## تعریف
گام ر بمل مینور بر سه نوع : مینور تئوریک (طبیعی)، مینور هارمونیک و مینور ملودیک استوار است. گام بزرگ نسبی آن، فا بمل ماژور و دارای شش علامت بمل و یک علامت دوبل بمل در سرکلید است.
- نت‌های گام ر بمل مینور طبیعی به ترتیب عبارتند از : ر بمل، می بمل، فا بمل، سل بمل، لا بمل، سی دوبل بمل، دو بمل و اکتاو.

- در گام ر بمل مینور هماهنگ (یا ر بمل مینور هارمونیک)، نت «دو بمل» نیم پرده کروماتیک به بالا تغییر می‌کند.

- در صورتی که درجات ششم و هفتم در حالت بالا رونده نیم پرده کروماتیک به بالا تغییر کند و در حالت پایین رونده به حالت اصلی خود برگردد، ر بمل مینور نغمگی (یا ر بمل مینور ملودیک) شکل می گیرد.